# 杉並区立杉並芸術会館
杉並区立杉並芸術会館（すぎなみくりつすぎなみげいじゅつかいかん）は、東京都杉並区高円寺北にある劇場、ホール等からなる区立の複合施設。愛称は座・高円寺（ざ こうえんじ）。

## 概要
「座・高円寺1」、「座・高円寺2」の2つの劇場、「阿波おどりホール」等を有する。このうち、「阿波おどりホール」は、東京高円寺阿波おどりの普及振興などのための施設である。高円寺四大祭り（高円寺びっくり大道芸、東京高円寺阿波おどり、高円寺フェス、高円寺演芸まつり）の拠点としても使われている。
2009年5月開館。設計は伊東豊雄。開館時の指定管理者は「NPO法人 劇場創造ネットワーク」、初代館長は斎藤憐。芸術監督は佐藤信。

## アクセス
JR中央線高円寺駅北口 徒歩5分。